# Oskar Poensgen
Carl Oskar Poensgen (* 27. Februar 1873 in Köln; † 20. November 1918 in Berlin-Grunewald) war ein deutscher Verwaltungsjurist.

## Leben und Wirken
Poensgen entstammte der Düsseldorfer Eisen- und Stahlindustriellenfamilie Poensgen. Seine Eltern waren Ernst August Poensgen (1844–1873), Kaufmann und Konsul der Republik Peru in Köln, und Emilie Caroline Roezel (1850–1899). Nach dem Studium der Rechtswissenschaften an den Universitäten in Lausanne, Berlin, Münster und Bonn (1894–1895) sowie der Promotion zum Dr. jur. war er als Verwaltungsjurist wirksam, zuletzt als Geheimer Regierungsrat im Kaiserlichen Statistischen Amt in Berlin. 1915 war er Mitbegründer der Auskunftsstelle Vereinigter Verbände in Berlin (AVV / =zentrale Einrichtung aller nationalen Verbände zur publizistischen Unterstützung der Kriegspolitik). Weiterhin verfasste er einige staats- und arbeitsrechtliche Schriften. Bemerkenswert bleibt davon seine Publikation über das Wahlrecht von 1909, worin er u. a. zum damaligen Stand der Diskussion um das Frauenwahlrecht, das in Deutschland erst 1918 eingeführt wurde, anführt: „Mit der allgemeinen prinzipiellen Behauptung, dass die angeborene Anlage der Frau sie nicht zur Betätigung politischer Rechte befähige, ist allerdings wenig anzufangen. Die heute vorhandenen Anlagen und Fähigkeiten der Frauen sind so sehr von Erziehung und Tradition abhängig, dass man daraus nicht einen allgemein gültigen Satz begründen könnte. Richtig ist, dass in den größeren Kulturnationen heute die Frauen durchschnittlich wohl zur Ausübung der politischen Rechte nicht so wie der Mann befähigt sind.“

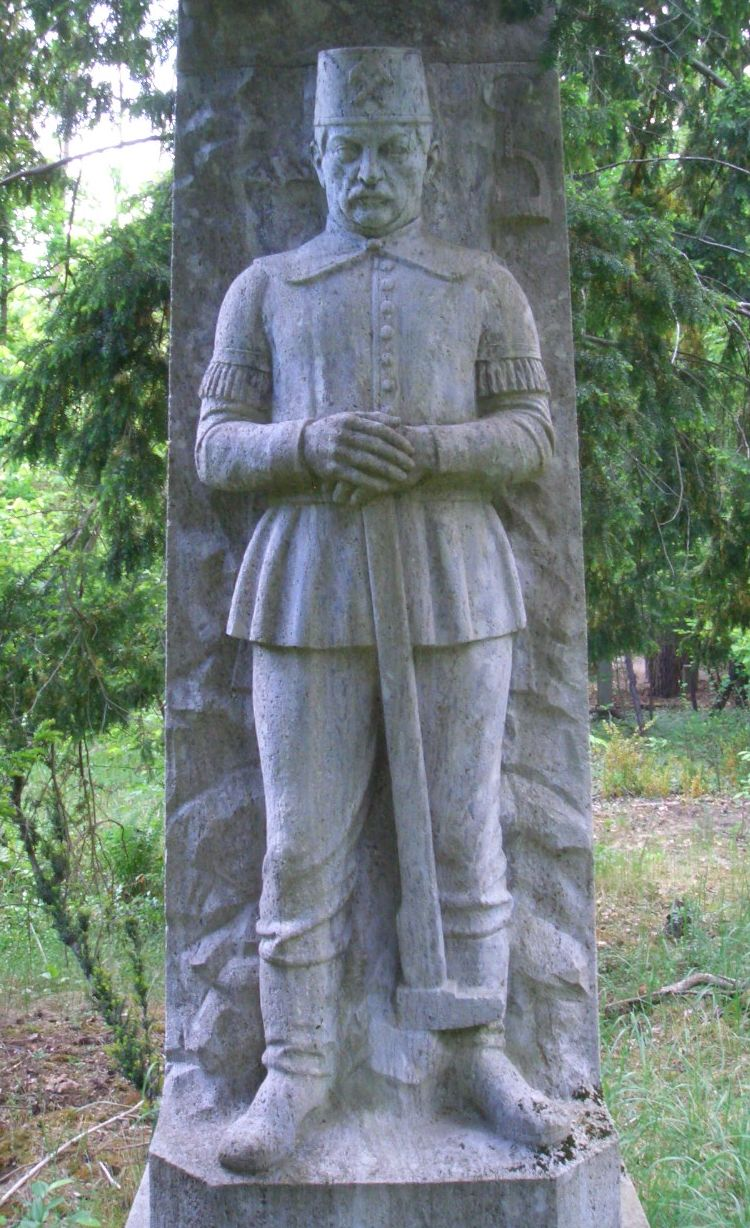
Familiengrabstätte Oskar Poensgen, Berlin; Bergmannsstatue angefertigt von dem Bildhauer August Kraus

Oskar Poensgen war seit dem 2. März 1918 verheiratet mit Alma Grau (* 16. März 1888; † 24. Oktober 1918), Tochter von Bernhard Grau (1856–1924), Generaldirektor zu Stolzenhagen-Kratzewieck bei Stettin. Die Ehe blieb kinderlos. Die Familiengrabstätte befindet sich auf dem Südwestkirchhof Stahnsdorf.

## Schriften
- Kommunale Sozialpolitik, Zwei Vorträge, Krefeld 1902 (mit Friedrich Goldschmidt)
- Das Wahlrecht zu Volksvertretungen mit besonderer Berücksichtigung Preußens, Berlin 1904
- Paris, London und Groß-Berlin in ihren Verwaltungsorganisationen. In: Preußische Jahrbücher Bd. 118(1904), S. 396–417
- Jungliberale Abhandlungen 〈Berliner jungliberale (Friedrich) Hammacher-Festschrift〉, Berlin 1904 (mit Arthur Dix, Bruno Marwitz, Hjalmar Schacht)
- Deutsche Weltpolitik und die Mittel zu ihrer Durchführung, Köln 1907 (mit Paul Helbeck)
- Das Wahlrecht, Leipzig: Teubner, 1909 (= Aus Natur und Geisteswelt. Bd. 249). (Google-books)
- Die Tarifverträge im Deutschen Reich am Ende des Jahres 1911–1915, Berlin 1912–1917
- Die wirtschaftlichen Wirkungen des Krieges und unsere Pflichten, Berlin 1914
- Das staatsrechtliche Problem Belgiens, In: Der Panther. Deutsche Monatsschrift für Politik und Volkstum, Leipzig 1915
- Was haben die Engländer gegen uns?, Berlin 1917
- Ausländische Gesetzgebung über Berufsvereine, Einigungs-, Schieds- und Tarifwesen, Berlin 1918 (=Reichsarbeitsblatt Sonderheft 18)

## Weblink
- Oskar Poensgen, Das Wahlrecht, 1909 – ein Auszug zum Stand der Diskussion um das Frauenwahlrecht im Jahr 1909